# 2 Minutes of Fame
2 Minutes of Fame es una película de comedia estadounidense de 2020 dirigida por Leslie Small y protagonizada por Jay Pharoah y Katt Williams. 

## Trama
2 Minutes of Fame trata sobre un aspirante a comediante que se convierte en una sensación viral en línea. Se muda a Los Ángeles con la esperanza de convertirse en una estrella de cine y tener una carrera cinematográfica. Tiene una esposa que lo ve seguir su sueño mientras cuida de su casa y sus hijos. 

## Elenco
- Jay Pharoah como Deandre
- Katt Williams como Marques
- Keke Palmer como Sky
- RonReaco Lee como Eddie
- Deon Cole como Nico
- Carmela Zumbado como Reportera

## Recepción
Según CultureMix, la película "tiene una dulzura entrañable en el centro de su humor picante. Funciona mejor cuando se centra en el mundo competitivo de la comedia stand-up en lugar de en los problemas familiares y de pareja del protagonista". 